# Ескізний проєкт
Ескізний проєкт (англ. Preliminary design) — проєктна конструкторська документація, яка містить принципові конструктивні рішення і дає загальне уявлення про будову та принцип дії виробу, а також дані, що визначають його відповідність призначенню.
Ескізний проєкт, як стадія проєктування передбачається ЄСКД при розробленні конструкторської документації і ЄСПД при розробленні програмної документації.

## Загальні положення
Ескізний проєкт розробляють з метою встановлення принципових (конструктивних, схемних та ін.) рішень виробу, що дають загальне уявлення про принцип роботи і (або) будову виробу, коли це доцільно зробити до розробки технічного проєкту чи робочої документації. На стадії розробки ескізного проєкту розглядають варіанти виробу і (або) його складових частин. Ескізний проєкт може розроблятися і без розгляду на цій стадії різних варіантів.
У комплект документів ескізного проєкту включають конструкторські документи, згідно з ГОСТ 2.102-2013 передбачені технічним завданням і протоколом розгляду технічної пропозиції. При виконанні документів в електронній формі електронну структуру виробу і електронну модель виробу (складальної одиниці, комплексу) виконують із ступенем деталізації, що відповідає стадії ескізного проєкту.
Форма подання документів ескізного проєкту (паперова чи електронна), якщо вона не вказана в технічному завданні та (або) протоколі розгляду технічної пропозиції, визначається розробником за погодженням із замовником.
Основні етапи виконання робіт при розроблені ескізного проєкту згідно ДСТУ 3974:
- Розроблення комплекту документів ескізного проєкту.
- Виготовлення та випробування макетів або експериментальних зразків, за необхідності.
- Розглядання та затвердження ескізного проєкту з наданням документам літери «Э».

## Перелік робіт, що виконуються на стадії ескізного проєктування

### За ЄСКД
При розробці ескізного проєкту виконують роботи, необхідні для реалізації поставлених до виробу вимог і дозволяють встановити принципові рішення. Перелік необхідних робіт визначається розробником в залежності від характеру і призначення виробу. У загальному випадку при розробці ескізного проєкту проводять такі роботи:
- виконання варіантів можливих рішень, встановлення особливостей варіантів (характеристики варіантів складових частин тощо), їх конструкторське пророблення. Глибина такого пророблення повинна бути достатньою для порівняння розглянутих варіантів;
- виготовлення і випробування матеріальних макетів і (або) розробка та аналіз електронних макетів з метою перевірки принципів роботи виробу і (або) його складових частин;
- розробку та обґрунтування технічних рішень, спрямованих на забезпечення показників надійності, установлених технічним завданням та технічною пропозицією;
- оцінку виробу: на технологічність і правильність вибору засобів контролю (випробувань, аналізу, вимірювань), за показниками стандартизації і уніфікації та стосовно його відповідності вимогам ергономіки, технічної естетики;
- перевірку варіантів на патентну частоту і конкурентоспроможність, оформлення заявок на винаходи;
- перевірку відповідності варіантів вимогам техніки безпеки та виробничої санітарії;
- порівняльну оцінку розглянутих варіантів, розглядаються питання метрологічного забезпечення виробу, який розробляється (можливості вибору методів і засобів вимірювання). Порівняння проводять за показниками якості виробу (призначення, надійності, технологічності, стандартизації і уніфікації, економічним, естетичним, ергономічним);
- вибір оптимального варіанту (варіантів) виробу, обґрунтування вибору, прийняття принципових рішень;. підтвердження (або уточнення) пропонованих до виробу вимог (технічних характеристик, показників якості тощо), установлених технічним завданням і технічною пропозицією, і визначення техніко-економічних характеристик і показників, не встановлених технічним завданням і технічною пропозицією;
- виявлення на основі прийнятих принципових рішень нових виробів і матеріалів, які повинні бути розроблені іншими підприємствами (організаціями), розроблення технічних вимог до цих виробів і матеріалів.

### За ЄСПД
Розроблення ескізного проєкту при створенні програмного забезпечення передбачає:
- попередню розробку структури вхідних і вихідних даних;
- уточнення методів вирішення задачі;
- розроблення загального опису алгоритму вирішення задачі;
- розроблення техніко-економічного обґрунтування;
- розроблення пояснювальної записки;
- погодження та затвердження ескізного проєкту.

## Вимоги до оформлення документів

### За ЄСКД
Конструкторські документи, що містять різні варіанти виробу, виконують за ГОСТ 2.118-2013 у частині розміщення даних про ці варіанти, розміщення їх зображень, побудови таблиць, що містять дані різних варіантів тощо.

#### Кресленик загального виду
На стадії ескізного проєкту кресленик загального виду або еквівалентна йому електронна модель складальної одиниці в загальному випадку повинні містити:
- зображення виробу (види, розрізи, перерізи), текстову частину і написи, необхідні для розуміння конструкції виробу, взаємодії його складових частин і принципу його роботи;
- найменування, а також позначення (якщо вони є) тих складових частин виробу, для яких необхідно вказати дані (технічні характеристики, кількість, вказівки про матеріал, принципу роботи тощо) або посилання на які необхідні для пояснення зображень кресленика загального вигляду, опису принципу роботи виробу, вказівки про склад тощо;
- розміри та інші дані, що наносяться на зображення (при необхідності);
- схему, якщо вона потрібна, але оформляти її окремим документом недоцільно;
- технічні характеристики виробу, якщо це необхідно для зручності порівняння варіантів за креслеником загального виду.

Зображення виконують із максимальними спрощеннями, передбаченими стандартами ЄСКД. Складові частини виробу, в тому числі й запозичені (раніше розроблені) і покупні, зображують зі спрощеннями (іноді у вигляді контурних обрисів), якщо при цьому забезпечено розуміння конструктивного устрою розроблювального виробу, взаємодії його складових частин і принципу роботи виробу.
Елементи кресленика загального виду та (або) еквівалентної електронної моделі складальної одиниці (номери позицій, текст технічних вимог, написи та ін.) виконують за правилами, встановленими стандартами ЄСКД

#### Відомість ескізного проєкту
У відомість ескізного проєкту вносять всі включені в комплект документів ескізного проєкту конструкторські документи в порядку, встановленому ГОСТ 2.106-96, незалежно від того, до якого варіанту відноситься документ.
Допускається включати в комплект документів ескізного проєкту еквівалентні документи в різних формах представлення (в паперовій або електронній формі), при цьому у графі «Примітка» рекомендується вказувати форму представлення документа.

#### Пояснювальна записка
Пояснювальну записку ескізного проєкту виконують за ГОСТ 2.106-96 з урахуванням таких основних вимог до змісту розділів:
- у розділі «Вступ» указують найменування, номер і дату затвердження технічного завдання;
- у розділі «Призначення та область застосування розроблювального виробу» приводять відповідні відомості з технічного завдання і технічної пропозиції, а також відомості, що конкретизують і доповнюють технічне завдання і технічний пропозицію, зокрема: коротку характеристику області та умов застосування виробу, загальну характеристику об'єкта, для застосування в якому призначений даний виріб (за необхідності);
- у розділі «Технічна характеристика» приводять: основні технічні характеристики виробу (потужність, число обертів, продуктивність, витрата електроенергії, палива, коефіцієнт корисної дії і інші параметри, що характеризують виріб), відомості про відповідність або відхилення від вимог, установлених технічним завданням і технічною пропозицією, якщо воно розроблялося, з обґрунтуванням відхилень, дані порівняння основних характеристик виробу з характеристиками аналогів або дають посилання на карту технічного рівня і якості;
- у розділі «Опис і обґрунтування обраної конструкції» приводять: опис конструкції, обґрунтування прийнятих на даній стадії принципових рішень (конструктивних, схемних та ін.). При виконанні пояснювальної записки у вигляді електронного документа допускається приводити посилання на електронні макети (моделі), виконані за ГОСТ 2.052-2006[7]. За необхідності приводять ілюстрації, відомості про призначення матеріальних макетів (якщо вони виготовлялися), електронних макетів (якщо вони розроблялися), програму і методику випробувань або аналізу (чи посилання на окремий документ — програму та методику випробувань або аналізу), результати випробувань або аналізу, відомості про технологічність, дані перевірки ухвалених рішень на патентну чистоту й конкурентоспроможність, відомості про використання в даній розробці винаходів, про подані заявки на нові винаходи, відомості про відповідність виробу вимогам техніки безпеки та виробничої санітарії; попередні відомості про упаковку та транспортування виробу (за необхідності), технічні вимоги що ставляться до нових виробів і матеріалів, що застосовуватимуться у виробі, які повинні розроблятися іншими організаціями;
- у розділі «Розрахунки, що підтверджують працездатність і надійність конструкції» приводять: орієнтовні розрахунки, що підтверджують працездатність виробу (кінематичні, електричні, теплові, розрахунки гідравлічних систем тощо), орієнтовні розрахунки, що підтверджують надійність виробу (розрахунки показників довговічності, ремонтопридатності, збереженості та ін.). Для кожного виду розрахунків вказують засоби програмного та інформаційного забезпечення автоматизованих систем (у разі їх застосування для виконання розрахунків);
- у розділі «Опис організації робіт із застосуванням розроблювального виробу» приводять попередні відомості про організацію робіт з виробом на місці експлуатації, в тому числі: опис прийомів і способів роботи з виробом в режимах і умовах, передбачених технічним завданням, опис порядку та способів транспортування, монтажу і зберігання виробу і введення його в дію на місці експлуатації, а також обслуговування при зберіганні та експлуатації, відомості про кваліфікацію та кількість обслуговчого персоналу;
- у розділі «Очікувані техніко-економічні показники» приводять орієнтовні розрахунки економічних показників;
- у розділі «Рівень стандартизації і уніфікації» приводять попередні відомості по використанню в розроблювальному виробі стандартних, уніфікованих і запозичених складальних одиниць і деталей.

У додатку до пояснювальної записки наводять:
- Копію технічного завдання.
- При необхідності, перелік робіт, які слід провести на наступній стадії розробки виробу.
- Матеріали художньо-конструкторського пророблення, що не є конструкторськими документами.
- Перелік використаної літератури та інших джерел.
- Перелік документів, що використані при розробці ескізного проєкту й отриманих розробником виробу від інших підприємств і організацій (патенти, звіт про патентні дослідження, довідку споживача про необхідний обсяг виробництва розроблювальних виробів тощо).
- Перелік засобів програмного та інформаційного забезпечення автоматизованих систем, використаних при розробці ескізного проєкту.

### За ЄСПД
За ГОСТ19.105-78 програмна документація може бути представлена на різних типах носіїв даних. Програмний документ складається з таких умовних частин:
- титульної за ГОСТ 19.104-78[9];
- інформаційної;
- основної;
- реєстрації змін.

#### Вимоги до інформаційної частини
Інформаційна частина повинна складатися з анотації та змісту.
В анотації наводять відомості про призначення документа та короткий виклад його основної частини.
Зміст включає перелік записів про структурні елементи основної частини документа, в кожну з яких входять:
- позначення структурного елементу (номер розділу, підрозділу тощо);
- найменування структурного елементу;
- адреса структурного елементу на носії даних (наприклад, номер сторінки, номер файлу тощо).

Правила позначення структурних елементів основної частини документа та їх адресації встановлюються стандартами ЄСПД на правила оформлення документів на відповідних носіях даних.

#### Вимоги до основної частини
Склад і структура основної частини програмного документа встановлюються стандартами ЄСПД на відповідні документи. Для ескізного проєкту це:
- ГОСТ 19.701-90 (ИСО 5807-85). ЕСПД. Схемы алгоритмов, программ, данных и систем. Условные обозначения и правила выполнения.
- ГОСТ 19.005-85. ЕСПД. Р-схемы алгоритмов и программ. Обозначения условные графические и правила выполнения.
- ГОСТ 19.404-79. ЕСПД. Пояснительная записка. Требования к содержанию и оформлению.